# Joana de França (filla de Felip VI)
Joana Valois o Joana de França (1351-1371 - Bèziers) fou una princesa de França, filla del primer rei de la dinastia Valois de França, Felip VI.
Fou filla pòstuma de Felip VI de França, dit l'Afortunat comte de Valois, Anjou i Maine ; regent de França i rei de França (1328 - 1350), el primer de la Dinastia Valois i de la seva segona esposa Blanca d'Evreux. Era neta per via paterna de Carles de Valois i de Margarida d'Anjou i per via materna de Felip III d'Evreux i de Joana de Navarra. Era germanastra del rei Joan II de França.
Va ser promesa del llavors duc de Girona, Joan I el Caçador però va morir a Bèziers de camí de celebrar el seu matrimoni.